# Chiến thuật biển tàu
Chiến thuật biển tàu là một thuật ngữ biến thể từ chiến thuật biển người trong quân sự, được bình luận trên RFI, mô tả một trong các cách hoạt động của Trung Quốc trong cuộc tranh chấp với các nước láng giềng trên biển Đông. Chiến thuật biển tàu tập trung một số lượng lớn tàu quân sự, bán quân sự và đặc biệt là số lượng rất lớn tàu đánh cá để gây áp đảo, dựa vào số lượng tàu thuyền để làm lợi thế trong tranh chấp biển. Trên biển Đông, chỉ tính riêng về số lượng, số tàu thuộc lực lượng bảo vệ bờ biển của Trung Quốc đã nhiều hơn tất cả các đội tàu của các nước châu Á gộp lại, trong đó có 200 tàu tuần duyên trên 500 tấn và 116 tàu của Hạm đội Nam Hải cùng số tàu đánh cá hơn 50.000 tàu. Các nhiệm vụ chủ yếu là tiến hành khai thác tài nguyên biển dưới sự bảo vệ của tàu bán quân sự và quân sự, hỗ trợ việc xây dựng củng cố các điểm đảo, và xua đuổi hay tông vào các tàu thuyền nước khác.
Thuật ngữ chiến thuật biển tàu cũng sử dụng nhằm chỉ việc Trung Quốc dựa vào số lượng tàu cá rất lớn tiến hành đánh bắt trên khắp các đại dương khác, từ các vùng biển của Nam Mỹ tới các vùng biển của châu Phi, với những đội tàu lớn khác ngoài đội tàu cá ở biển Đông, với số lượng lớn tàu đánh bắt họ tập trung khai thác mạnh đến mức cạn kiệt nguồn cá trên vùng biển của nước khác. Cách thức hoạt động theo từng nhóm hàng trăm tàu đánh cá có vũ trang. Xâm nhập đánh bắt khi bị tàu công vụ các nước sở tại truy đuổi thì tháo chạy, trong nhiều trường hợp sẵn sàng tấn công chống lại tàu công vụ các nước hoặc giải cứu các tàu cá bị bắt. Họ được hỗ trợ, ứng cứu từ tàu quân sự bằng liên lạc.